# Baia Ogonnër-Kubata
La baia Ogonnër-Kubata (in russo Залив Огоннёр-Кубата?, zaliv Ogonnër-Kubata) è un'insenatura lungo la costa settentrionale russa, nella repubblica di Sacha-Jacuzia, amministrata dal Bulunskij ulus. È situata nella parte centro-meridionale del mare di Laptev.

## Geografia
La baia si apre verso nordovest, all'interno del golfo dell'Olenëk. È creata da diverse isole nel delta dell'Olenëk e alimentata da due rami dello stesso fiume, la Kubalach-Uėsja (проток Кубалах-Уэся) che si immette da sudest, e l'Ulachan-Uės (проток Улахан-Уэс) che si immette da sud. Ha una lunghezza di 5 km, una larghezza massima di quasi 11 km e una larghezza all'ingresso di 5 km. La profondità massima è di 10 m.
L'imboccatura si apre tra l'isola Ėppet-Bel'kej (остров Эппет-Белькей) a sudovest e l'isola Šved-Majaktach-Aryta (остров Швед-Маяктах-Арыта) a nordest.
Le sponde della baia, oltre che dalle due isole precedenti, sono formate da alcune isole del delta dell'Olenëk; in particolare, seguendo il senso orario, da:
- Golub-Tërjur-Aryta (о. Голуб-Тëрюр-Арыта)
- Ilin-Golub-Tërjur-Aryta (о. Илин-Голуб-Тёрюр-Арыта)
- Ot-Ary (о. От-Ары)
- Ulachan-Ary (о. Улахан-Ары)
- Ogonnër-Aryta (о. Огоннёр-Арыта)
- Oččuguj-Ėppet-Aryta (о. Оччугуй-Эппет-Арыта)

All'interno, si trova invece il gruppetto delle isole Ogonnër-Bel'këjdere (острова Огоннёр-Белькёйдере). Altre isolette senza nome si incontrano a formare le coste o all'interno.